# Bombningarna av Hamburg under andra världskriget

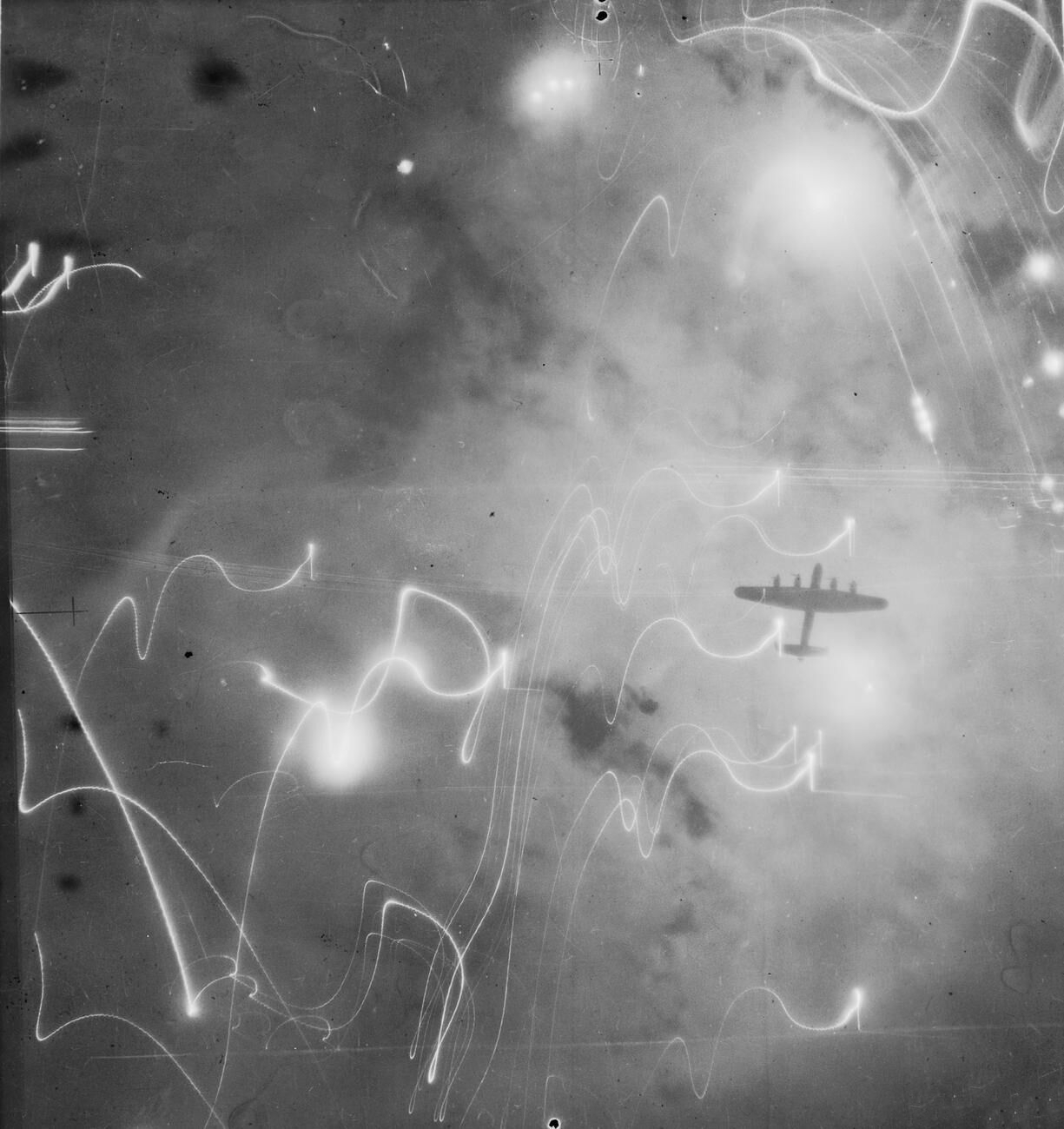
Lancasterflygplan över Hamburg, 30-31 januari 1943.

Bombningarna av Hamburg under andra världskriget ägde rum från september 1939 till april 1945 av allierat flyg genom RAF och US Air Force. Hamburg kom som Tysklands ledande hamnstad och som industricentrum med bland annat krigsvarv att bli attackerat genom hela kriget. De mest förödande bombningarna skedde juli–augusti 1943, då mellan 37 000 och 45 000 människor miste livet.

## Målområden
Den stora hamnen, varven och andra industrier gjorde att det fanns gott om militärt motiverade mål i staden. Det stora varvet Blohm + Voss var Hamburgs viktigaste krigsindustri. Varvet hade byggt större örlogsfartyg som den tunga kryssaren Admiral Hipper och slagskeppet Bismarck före och under de första krigsåren, men under senare delen av kriget koncentrerade varvet sig på att producera ubåtar. Varvet byggde 224 ubåtar under kriget, främst Typ VII men senare i kriget även Typ XXI Andra varv som Deutsche Werft producerade 113 ubåtar främst Typ IX. Howaldtswerke producerade 33 ubåtar av Typ VIIC. Det fjärde stora varvet H. C. Stülcken Sohn producerade 24 ubåtar av Typ VIIC. Totalt byggde varven i Hamburg 394 ubåtar av Tysklands totala byggnation av 1153 ubåtar.
Söder om Elbe låg varv, oljeraffinaderier, flygplansfabriker och lagerlokaler koncentrerade medan stadskärnan samt affärs och bostadskvarteren låg på den norra sidan floden. De militär och civila målen var med andra ord väl åtskilda, något som borde ha minimerat civila förluster vid bombanfallen.

## Tidigare anfall
Från krigsutbrottet hade Bomber Command anfallit staden 98 gånger.

## Operation Gomorrah

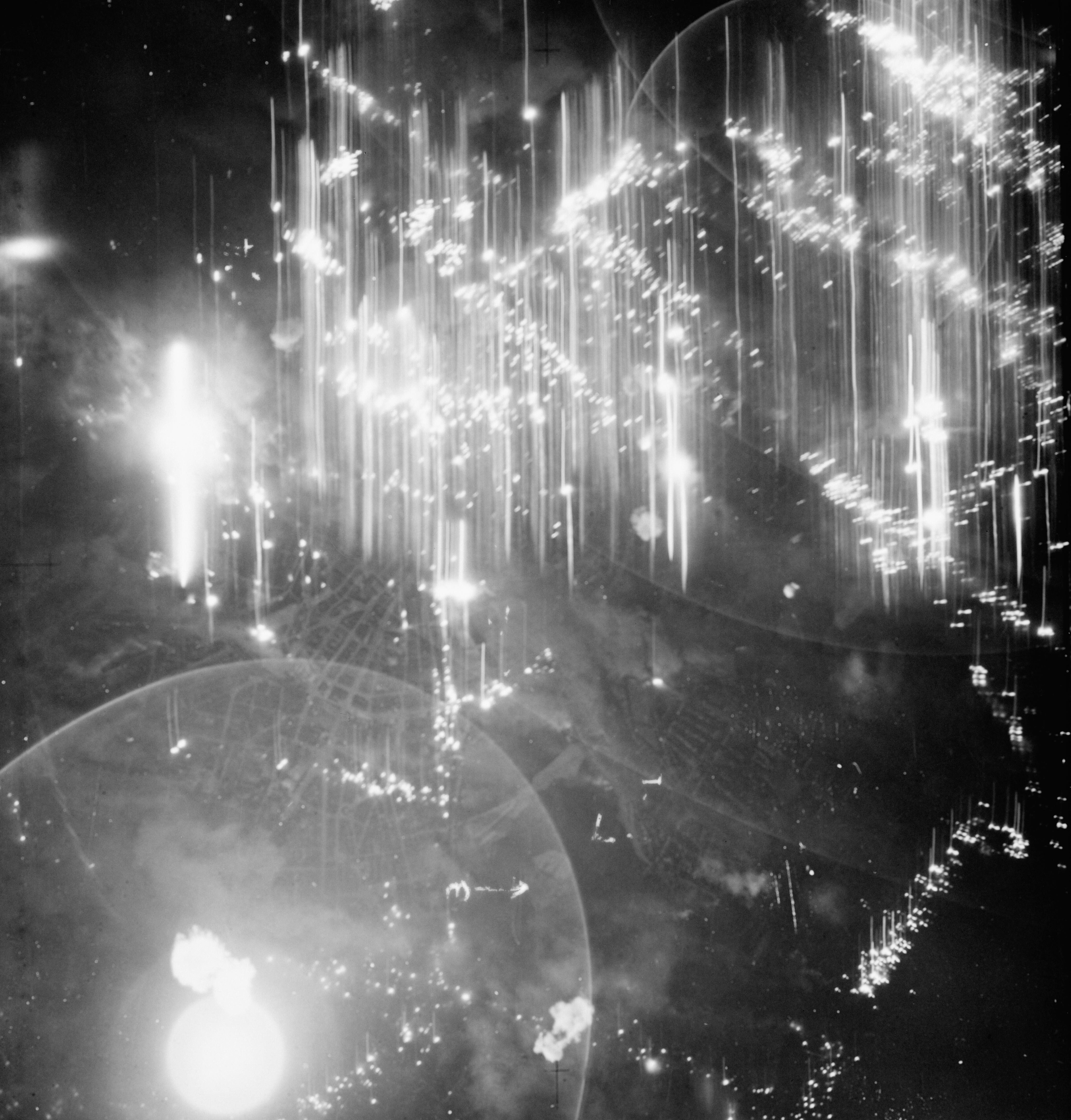
Brandbomber som brinner i Altona och hamnområdena natten mellan 24 och 25 juli

Den dittills mest massiva attacken i flygkrigets historia ägde rum 24 juli till 3 augusti 1943. Denna serie om fem bombräder, av de allierade kallade "Slaget om Hamburg" (engelska: Battle of Hamburg) och med kodnamnet Operation Gomorrah, riktades främst mot arbetarkvarteren i den östra delen av staden. Bombningarna skedde under befäl av Arthur Harris ("Bomber Harris") och fick sitt namn från bibelns Sodom och Gomorra. De intensiva bombningarna skapade en eldstorm som lade nästan hela Hamburgs innerstad till ruiner.
Natten mellan den 24 och 25 juli sände Bomber Command 791 tunga bombplan mot Hamburg i operationens första anfallsvåg. För att störa den tyska nattjaktens möjligheter att avvärja anfallet satte man för första gången in remsor för att förblinda de tyska radarstationerna. Utan radarstationernas hjälp hade den tyska jaktstridsledningen svårt att leda in nattjaktplanen mot de anflygande bombplanen. Hela 306 plan kunde fälla sin bomblast inom en halvmil från riktpunkten. Bomberna föll huvudsakligen i de centrala och nordvästra stadsdelarna, framför allt Altona, Eimsbüttel och Hoheluft.
På dagen den 25 juli anföll amerikanska B-17 Flying Fortress hamnområdet och upprepade attacken dagen efter.
Natten mellan den 27 och 28 juli kom det fatala fjärde anfallet. 722 av 787 brittiska bombplan släppte sina bomber över målet. Klockan 23.40 den 27 juli gick flyglarmet och klockan 00.55 började de första målmarkeringsbomberna falla över stadens östra delar. Dessa följdes snart av sprängbomber och brandbomber, sprängbombernas syfte var att öppna upp husen för de lättare brandbomberna som fälldes. Bomberna föll ovanligt samlat över ett område på 4,5 kvadratkilometer i stadsdelarna Hammerbrook, Hamm, Borgfelde och Rothenburgsort. Den samlade bombfällningen gjorde att de enskilda brandhärdarna växte samman till en sammanhängande eldstorm som gradvis spred sig österut. Eldstormen skördade även stora mängder offer bland människor som tagit skydd i skyddsrum genom kvävning och kolmonoxidförgiftning.
Natten mellan den 29 och 30 juli kom de avslutande femte anfallet när 786 brittiska bombplan anföll staden igen. Målet var de relativt oskadade stadsdelarna Eppendorf, Harvestehude, Rotherbaum, Neustadt och de intilliggande hamnområdena. Men huvuddelen av bombplanen missade målen och fällde bomberna över stadsdelarna Barmbek, Hamm och Wandsbek som hade drabbats av eldstormen två nätter tidigare.

### Följder

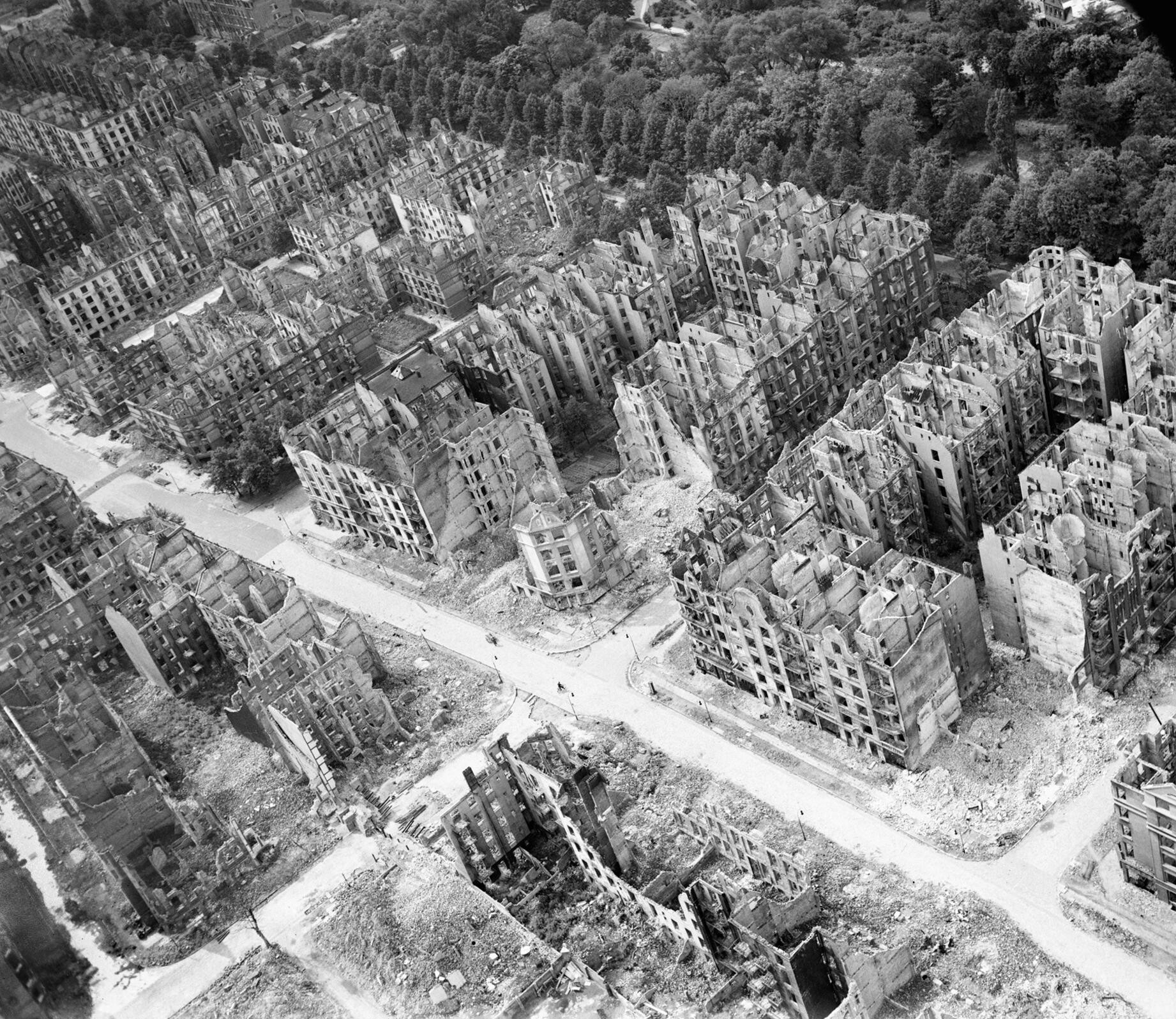
Bombade husruiner på båda sidor om Eilbecker Weg i östra Hamburg.

De fem bombanfallen krävde 44 600 civila dödsoffer, varav 2000 kroppar aldrig återfanns. Utöver de civila offren dog 800 av Hamburgs brandmän och 442 militärer. 37 214 skadades så svårt att läkarvård behövdes. 56 procent av Hamburgs bostäder, 253 400 förstördes med följd att 900 000 människor blev hemlösa. Efter en inventering fann man att 436 offentliga byggnader, 580 industribyggnader, 379 kontorsbyggnader, 2632 affärer, 197 polisstationer och brandstationer hade förstörts. Britterna förlorade 56 bombflygplan över Tyskland och ytterligare 8 som havererade vid landning. Amerikanerna förlorade 17 stycken B-17 Flying Fortress under räderna.
Analytiker från United States Strategic Bombing Survey och British Bombing Survey Unit uppskattade att den totala effekten av anfallen innebar förlusten av 1,8 månaders industriproduktion från Hamburg. Fem månader efter anfallen hade produktionen återhämtat sig till 80 procent av nivån före anfallen. Den huvudsakliga effekten av anfallen på krigsindustrin var mer indirekt än själva förstörelsen av industribyggnader. Den 30 juni 1943 arbetade 634 000 människor i Hamburgs krigsindustri, i oktober samma år arbetade bara 331 300 i krigsindustri. Resten hade dödats, skadats eller evakuerats. Detta visade att Bomber Commands Dehousing-taktik, det vill säga att angripa bostäderna där krigsindustrins arbetare bodde, faktiskt fungerade i ett kortsiktigt perspektiv. Förstörelsen av tusentals affärer och kontor som inte återuppbyggdes frigjorde paradoxalt mer arbetskraft för krigsindustrin i ett lite längre tidsperspektiv.

## Efter kriget
Hamburgs innerstad återuppbyggdes i efter kriget men stadsdelen Hammerbrook återbyggdes inte med bostäder utan blev ett affärsområde. Detsamma skedde med Rothenburgsort där bara en liten andel bostäder återbyggdes och inte heller tunnelbanelinjen byggdes upp. Backarna i Öjendorfer Park är byggda av ruinerna av hus.

### Minnesmärken
Efter kriget har flera minnesmärken skapats i Hamburg.
- S:t Nikolai-kyrkan förstördes nästan helt under kriget och har likt Gedächtniskirche i Berlin blivit ett antikrigsmonument. Kyrkans torn står kvar och en utställning finns i den tidigare källaren.
- Minnesmärket vid Hamburger Strasse är ett monument över de som omkom i ett skyddsrum under varuhuset Karstadt 30 juli 1943.
- De som dödades i attackerna begravdes i massgravar på begravningsplatsen i Ohlsdorf. Ett minnesmärke, "Passagen över Styx" av Gerhard Marcks, finns på platsen.

### Fotnoter
1. ↑  ”Hamburg - Uppslagsverk”. www.ne.se. https://www.ne.se/uppslagsverk/encyklopedi/l%C3%A5ng/hamburg. Läst 5 juli 2024.
2. ↑  Blakemore, Erin (22 juli 2021). ”The bombing of Hamburg foreshadowed the horrors of Hiroshima” (på engelska). History. https://www.nationalgeographic.com/history/article/the-bombing-of-hamburg-foreshadowed-the-horrors-of-hiroshima. Läst 5 juli 2024.
3. 1 2  Ericson Wolke, Lars (2013). Bombkrigets historia: taktik och terror under 100 år av flygkrig ([Ny utg.]). Lund: Historiska media. sid. 145-146. Libris 14740015. ISBN 9789175451015
4. ↑  ”Blohm & Voss, Hamburg”. uboat.net. http://www.uboat.net/technical/shipyards/blohm.htm. Läst 23 mars 2014.
5. ↑  ”Deutsche Werft AG, Hamburg”. uboat.net. http://www.uboat.net/technical/shipyards/dw-h.htm. Läst 23 mars 2014.
6. ↑  ”Howaldtswerke Hamburg AG, Hamburg”. uboat.net. http://www.uboat.net/technical/shipyards/howald-h.htm. Läst 23 mars 2014.
7. ↑  ”H C Stülcken Sohn, Hamburg”. uboat.net. http://www.uboat.net/technical/shipyards/stulcken.htm. Läst 23 mars 2014.
8. ↑  ”The U-boat Shipyards”. uboat.net. http://www.uboat.net/technical/shipyards/. Läst 23 mars 2014.
9. ↑  Ericson Wolke, Lars (2013). Bombkrigets historia: taktik och terror under 100 år av flygkrig ([Ny utg.]). Lund: Historiska media. sid. 145. Libris 14740015. ISBN 9789175451015
10. ↑  Ericson Wolke, Lars (2013). Bombkrigets historia: taktik och terror under 100 år av flygkrig ([Ny utg.]). Lund: Historiska media. sid. 149-150. Libris 14740015. ISBN 9789175451015
11. ↑  Ericson Wolke, Lars (2013). Bombkrigets historia: taktik och terror under 100 år av flygkrig ([Ny utg.]). Lund: Historiska media. sid. 149. Libris 14740015. ISBN 9789175451015